# Kreuzerhöhungskirche (Kanigowo)
Die Kreuzerhöhungskirche in Kanigowo (deutsch Kandien) ist ein Bauwerk aus dem beginnenden 19. Jahrhundert. Bis 1945 war sie das Gotteshaus für das evangelische Kirchspiel Kandien, das über viele Jahrzehnte mit der Pfarrkirche in Neidenburg (polnisch Nidzica) verbunden war und zur Kirchenprovinz Ostpreußen der Kirche der Altpreußischen Union gehörte. Heute ist sie römisch-katholische Pfarrkirche innerhalb des Erzbistums Ermland in Polen.

## Geographische Lage
Kanigowo liegt im Südwesten der polnischen Woiwodschaft Ermland-Masuren. Bis zur Kreisstadt Nidzica (deutsch Neidenburg) sind es fünf Kilometer in nördlicher Richtung. Der Ort ist über die Schnellstraße S 7 in der Abfahrt Nidzica-Południe und über mehrere Nebenstraßen zu erreichen. Die nächste Bahnstation ist Nidzica an der Bahnstrecke Działdowo–Olsztyn.
Der Standort der Kirche befindet sich in der südlichen Ortsmitte.

## Kirchengebäude
Bereits im 15. Jahrhundert gab es in Kandien eine Kirche. Mit der Einführung der lutherischen Reformation in Ostpreußen wurde sie evangelisch. Über ein Kirchengebäude bis zu Beginn der 1900er Jahre liegen keine Berichte vor. Im beginnenden 19. Jahrhundert soll dann der Wiederaufbau eines Gotteshauses erfolgt sein, als dazu die Mauern um die Hälfte der vorhandenen Höhe angehoben sowie ein Glockenturm über dem Westgiebel angebracht wurde. Es handelte sich um ein schlichtes, chorloses Bauwerk mit hölzernem Dachturm. Das Mauerwerk ist aus Ziegeln, zum Teil mit Fachwerk, und ist verputzt.
Das Kircheninnere ist mit einer Balkendecke überzogen, an den Seiten befinden sich Emporen. Altar und Kanzel sind einfaches Schnitzwerk aus dem beginnenden 19. Jahrhundert. Der Altar hat einen Aufsatz mit der Abbildung der Kreuzigung Christi in einer Nische sowie Apostelstatuen. Die Kanzel steht in der Mitte der Südwand und hat einen zierlichen Schalldeckel. In der Kirche befindet sich ein hängender Taufengel.
Anstelle einer Orgel verfügte die Kirche lediglich über ein altes Orgelpositiv. Das Geläut der Kirche bestand ursprünglich aus zwei Glocken.

## Kirchengemeinde
Die Kirche in Kandien stammte aus vorreformatorischer Zeit. Mit der Reformation wurde sie lutherisch.

### Evangelisch

#### Kirchengeschichte
Die evangelische Kirchengemeinde Kandien war von 1809 bis 1909 eine mit der Pfarrkirche in Neidenburg (polnisch Nidzica) pfarramtlich verbundene Gemeinde. In dieser Zeit soll der Pfarrer nur 14-täglich erschienen und ab 1865 in einer umgebauten Schlafstube im Schulhaus übernachtet haben. Dabei wurden die Gottesdienste häufig von Lehrern gehalten. Auch predigte man bis ins 19. Jahrhundert hinein sowohl in deutscher als auch in polnischer Sprache.
Im Jahre 19109 wurde die dritte Neidenburger Pfarrstelle nur für Kandien bestimmt, woraufhin das Dorf ein eigenes Pfarrhaus bekam. Erst im Jahre 1942 wurde die pfarramtliche Verbindung zu Neidenburg vollständig gelöst.
Kandien gehörte bis 1945 zum Kirchenkreis Neidenburg in der Kirchenprovinz Ostpreußen der Kirche der Altpreußischen Union. Das Kirchenpatronat oblag ursprünglich dem König, zuletzt den staatlichen Stellen. 1310 Gemeindeglieder zählte das aus mehreren Orten bestehende Kirchspiel im Jahre 1925.
Flucht und Vertreibung der einheimischen Bevölkerung in Folge des Krieges setzten der evangelischen Kirchengemeinde in Kandien ein Ende. Heute in Kanigowo lebende evangelische Kirchenglieder orientieren sich zur Heilig-Kreuz-Kirche Nidzica in der Diözese Masuren der Evangelisch-Augsburgischen Kirche in Polen.

#### Kirchspielorte
Zum evangelischen Kirchspiel Kandien gehörten neben dem Pfarrort bis 1945:
| Deutscher Name       | Geänderter Name 1938 bis 1945 | Polnischer Name |  | Deutscher Name | Geänderter Name 1938 bis 1945 | Polnischer Name |  |
| -------------------- | ----------------------------- | --------------- |  | -------------- | ----------------------------- | --------------- |  |
| Alt Borowen          | Seinsheim                     | Stare Borowe    |  | Sablotschen    | Winrichsrode                  | Sabłocie        |  |
| Gniadtken            | Grenzhof                      | Gniadki         |  | *Saffronken    |                               | Safronka        |  |
| Grabowo              | Hasenheide                    | Grabowo Leśne   |  | *Sagsau        |                               | Zagrzewo        |  |
| Heidemühle           |                               | Borowy Młyn     |  | Sbylutten      | Billau                        | Zbyluty         |  |
| Königlich Kamiontken | (ab 1931:) Steinau            | Kamionka        |  | Schimiontken   | (ab 1928:) Sagsau             | Siemiątki       |  |
| *Napierken           | Wetzhausen (Ostpr.)           | Napierki        |  | Willuhnen      |                               | Wiłunie         |  |

#### Pfarrer
Bis 1945 amtierten an der Kirche Kandien als evangelische Geistliche die Pfarrer.
- NN., 1649
- Jacob Szczuplinski a Lelywa, 1660–1711
- Georg Hampe, 1707–1737
- Heinrich Horn, 1737–1739
- Johann Friedrich Cnisius, 1740–1748
- Michael Horn, 1748–1755
- Samuel Uklanski, 1755–1756
- Georg Riemer, 1756–1775
- Samuel Ernst Riemer, 1775–1802
- Christoph Dopatka, 1803–1809
- [1809–1909 Pfarrer aus Neidenburg]
- Eugen Gayk, 1909–1925
- Albert Hesse, 1924–1928
- Herbert Bolz, 1936
- Otto Pätzoldt, 1941–1942
- Isidor Dost, 1937–1939
- Erich Rogowski, 1939–1945

#### Kirchenbücher
Von den Kirchenbuchunterlagen Kandiens haben sich erhalten und werden im Evangelischen Zentralarchiv in Berlin-Kreuzberg aufbewahrt:
- Taufen = 1768 bis 1799 und 1927 bis 1944
- Trauungen = 1883 bis 1910, 1912 bis 1944
- Begräbnisse = 1941 bis 1944

### Römisch-katholisch
Vor 1945 waren die zahlenmäßig wenigen Katholiken in Kandien und Umgebung in die römisch-katholische Kirche in Neidenburg im damaligen Bistum Ermland eingepfarrt. Nach 1945 siedelten sich in Kanigowo zahlreiche polnische Neubürger an, die die bisher evangelische Dorfkirche für sich reklamierten. Das Gotteshaus wurde ihnen übereignet. Seit dem 1. Juli 1994 ist Kanigowo eine eigene Pfarrei, die dem Dekanat Nidzica im jetzigen Erzbistum Ermland zugeordnet ist. Die Pfarrei unterhält in Zagrzewo (Sagsau) eine Filialgemeinde.